# Rhodostrophia badiaria
Rhodostrophia badiaria là một loài bướm đêm trong họ Geometridae.